# Jean-Baptiste Gobel

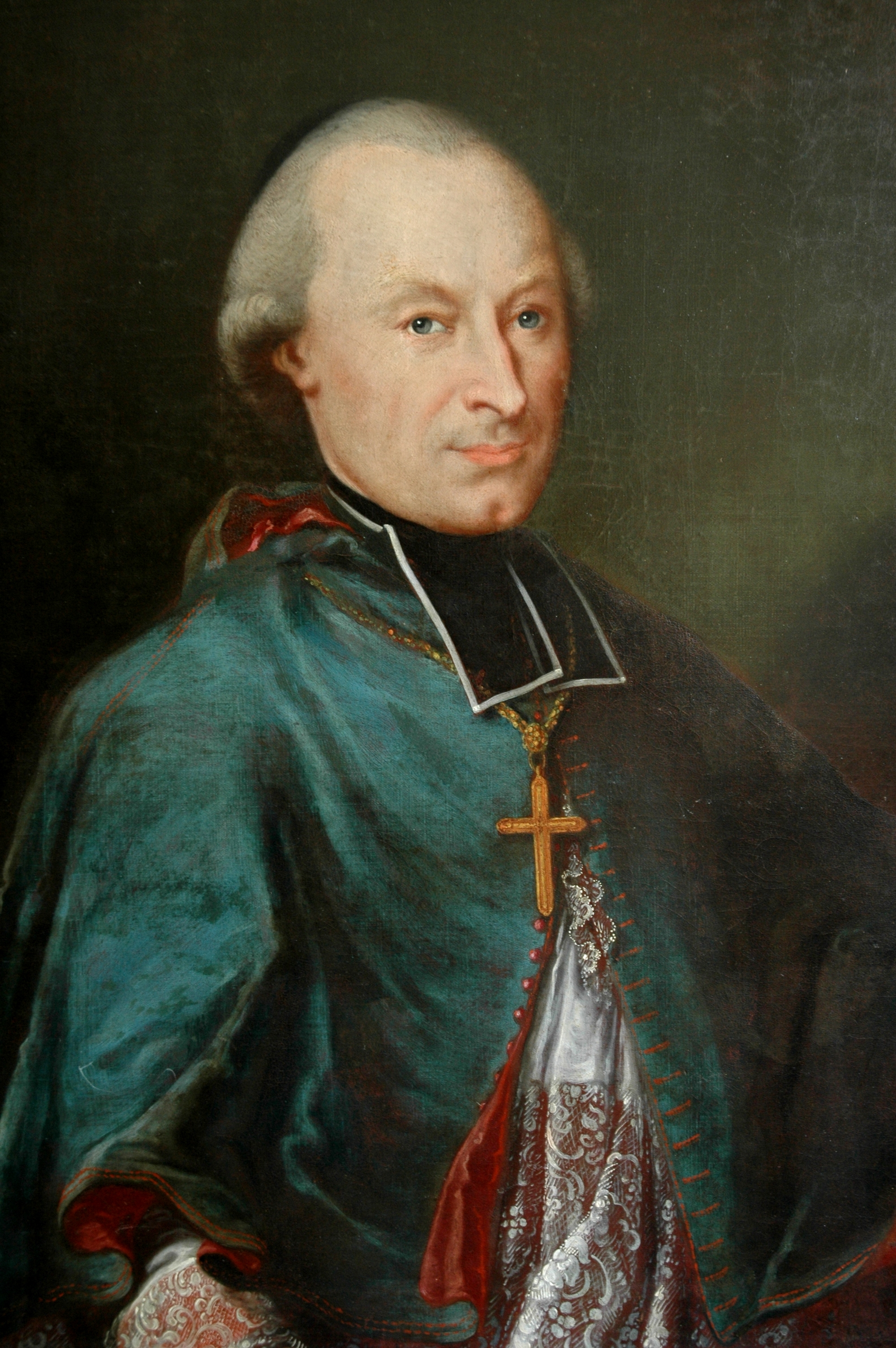
Jean-Baptiste Gobel (1727-1794)

Jean-Baptiste-Joseph Gobel, född den 1 september 1727 i Thann i Elsass, död den 12 april 1794 i Paris (avrättad), var en fransk biskop. 
Som innehavare av en ledande kyrklig befattning i sin hembygd valdes han av prästerskapet till deputerad i den konstituerande församlingen, där han intog en tämligen extrem ståndpunkt. Som en av dem, som hade främjat prästerskapets civila konstitution, blev han 15 mars 1791 biskop av Paris. Under den ständigt växande anarkin och anstormningen mot den kristna religionen sjönk hans mod; 7 november 1793 nedlade han inför konventets skrank sin biskopliga värdighet, och utan att avsvära sig kristendomen uttalade han sig så om "frihet, jämlikhet och moral" som samhällets egentliga grundval, att han blev sammanslagen med ateisterna och kom att dela deras öde, då Robespierre vände sig mot dem.